# Бабурин, Василий Васильевич
Василий Васильевич Бабурин (1927 — 2017) — советский, российский врач-невропатолог. Народный врач СССР (1983).

## Биография
Родился 26 апреля 1927 года в селе Найденыш (ныне в Малопургинском районе Удмуртии).
В 1948 году окончил Ижевский государственный медицинский институт и начал свою трудовую деятельность Государственным санитарным инспектором Пычасского района. В 1950—1957 годах — заведующий Вавожским районным отделом здравоохранения и главный врач районной СЭС, в 1957—1963 — заместитель главного врача и главный врач Вавожской центральной районной больницы.
С 1963 по 1987 год работал главным врачом Первой республиканской клинической больницы в Ижевске. Стал организатором ввода в эксплуатацию новых корпусов 1000-коечной больницы.
Умер 8 февраля 2017 года в Ижевске.

## Награды и звания
- Заслуженный врач Удмуртской АССР (1960)
- Заслуженный врач РСФСР (1967)
- Народный врач СССР (1983)
- Медаль «Ветеран труда»
- Медаль «В ознаменование 100-летия со дня рождения Владимира Ильича Ленина»
- Медаль «За доблестный труд в Великой Отечественной войне 1941—1945 гг.»